# Sommer in Wien
Sommer in Wien ist ein österreichischer Dokumentarfilm, der ausgehend von der Werkstatt des Instrumentenbauers Bernhard Balas ungewöhnliche Menschen und Lebensentwürfe während eines heißen Sommers in Wien beleuchtet. Er wurde von 2013 bis 2014 vom österreichischen Regisseur, Kameramann und Filmemacher Walter Größbauer in Wien gedreht. Kinostart war am 18. September 2015 in Österreich und am 31. März 2016 in Deutschland.

## Handlung
Im 15. Wiener Gemeindebezirk liegt die Werkstatt des Instrumentenbauers und -restaurators Bernhard Balas. Bernhard ist passionierter Fischer und leidenschaftlicher Koch. Täglich bereitet er für seine Mitarbeiter in der Werkstattküche ein Mittagessen zu. In der Hitze des Sommers werden Tische und Stühle auf den Gehsteig vor die Werkstatt gestellt, und dort findet man sich zum gemeinsamen Mittagessen ein.
Aber nicht nur die Mitarbeiter, sondern auch Freunde und Bekannte nehmen im improvisierten Schanigarten Platz. So wird die Werkstatt zum Epizentrum von Geschichten, die von echten Menschen aus Wien erzählen: von Max, dem Sammler von Sonnenschirmen; von Christin, die vor einem halben Jahr noch Christian hieß; von John, der gerade seinen ersten Roman veröffentlicht hat. Eines haben diese so unterschiedlichen Menschen gemeinsam: Sie sind aktive Widerstandsnester gegen den Zeitgeist, die sich dem Einfluss der konsumorientierten Gesellschaft konsequent entzogen haben.
Beeindruckende Menschen, ein seltenes Handwerk, eine Stadt voll Musik, das sind die Zutaten des ungewöhnlichen Stadtporträts, das von Schellack und Karpfen handelt, von Leidenschaft und Mut, von der Notwendigkeit des Scheiterns und von Herzenswärme während eines heißen Sommers in Wien.

## Hintergrund
Der Regisseur Walter Größbauer war 2009 zum ersten Mal zu einem Konzert bei Bernhard Balas, dem
Klavierbauer, eingeladen und tauchte in die Lebens- und Arbeitswelt Balas ein, die getragen wird von der Leidenschaft zu seinem Beruf und dem respektvollen und wertschätzenden Umgang mit seinen Mitarbeitern. Im Laufe der Jahre lernte der Regisseur auch einige Menschen aus dem Umfeld von Bernhard Balas kennen, die zum Essen kamen oder spontan in der Werkstatt auftauchten. So entstand die Idee für einen Film über dieses seltene Soziotop inmitten der Großstadt. Im Frühjahr 2013 begann er an einem Drehkonzept zu arbeiten, das die Werkstatt, die Protagonisten und Wien miteinander verbinden sollte. Im darauffolgenden Sommer begannen die Dreharbeiten. Während der Dreharbeiten gesellte sich der Musiker Franz Joseph Machatschek zum Team, der für Text und Komposition der Filmmusik verantwortlich zeichnet. Sommer in Wien wurde schließlich ein genreübergreifender Film, eine Mischung aus Dokumentarfilm, Doku-Komödie, Feel-Good-Movie, Musikfilm und Heimatfilm.

## Kritik
- Ein ungewöhnliches Stadtporträt zeigt Wien als Biotop für skurrile Gestalten schreibt Alexandra Seibel vom Kurier.[6]
- Die Filmredaktion der Tiroler Tageszeitung schreibt über Alte Klaviere, frische Fische und Lebenslust[7]
- Vom Glück, das vor der Tür liegt schreibt Teresa Schaur-Wünsch von die Presse[8]
- Eva Kleinschwärzer von Der Falter schreibt: Die besten Geschichten schreibt das Leben selbst, heißt es. Und die Werkstatt von Bernhard Balas ist ein Ort, an dem viele ebendieser Geschichten zusammenlaufen und von dem aus der Film seine Menschen ein Stückchen begleitet. Ein völlig unspektakulärer Sommer in Wien. Diverse Körperteile werden in die Sonne gehalten, irgendwo wird ein Origamikranich gebastelt und das Mittagessen ist auch bald fertig. Sommer in Wien ist ein Sammelsurium an merkwürdigen, unaufgeregten, idyllischen Momenten, die sich langsam und urgemütlich ausbreiten und in ihrer Verschiedenartigkeit zu einer liebevollen Collage zusammengesetzt werden. Trotz des vermeintlichen Durcheinanders kommt jedem Element eine besondere Aufmerksamkeit zu, den Erzählungen ebenso wie der Musik oder der Stadt selbst. 100 Minuten und noch einen Nachschlag Sommer, bitte.[9]
- Thomas Volkmann von programmkino.de schreibt: Tennisbälle ploppen, Zithermusik erklingt, es wird gehämmert und geschraubt – und dann liegen da auch noch zwei tote Karpfen in der Küche. Klingt ein bisschen nach Idyll, Geschäftigkeit und Chaos zugleich, beschreibt aber den Auftakt zu einem lohnenden Dokumentarfilm über eine Handvoll besonderer und ungewöhnlicher Menschen im 15. Wiener Bezirk. Walter Größbauer ist ihnen einen heißen Sommer lang gefolgt und hat authentische, unaufgeregte und unterhaltsame Begegnungen festgehalten.[10]
- Julia Teichmann vom Filmdienst schreibt: Beobachtungen und Momentaufnahmen rund um eine Wiener Klavierbauwerkstatt, in der vornehmlich Instrumente repariert und restauriert werden. Die Kamera folgt dem Gründer der Werkstatt und einigen seiner Angestellten, aber auch Freunden und Freundesfreunden. Entlang dieses Mikrokosmos zeichnet der Dokumentarfilm ein schönes Stimmungsbild des sommerlichen Wiens. Über den Details, insbesondere einem mit viel Einsatz veranstalteten Festival, droht mitunter der Zusammenhang verloren zu gehen, was die liebevoll gefilmten Miniaturen jedoch ausgleichen.[11]
- EPD-Film, Alexandra Seitz, schreibt: Walter Größbauers Dokumentarfilm ist weniger ein Jahreszeitenporträt einer Stadt, sondern ein entspanntes Sammelsurium von Daseinsmomenten und Ausflügen in eigenwillige Lebensentwürfe[12]
- Joachim Kurz von kino-zeit.de schreibt: Kürzlich erst wurde die renommierte Quality of Living-Studie der Unternehmensberatung Mercer veröffentlicht, die nach der weltweit lebenswertesten Stadt fragte. Das Ergebnis lautete – die nicht geringe Anzahl an Liebhabern der österreichischen Hauptstadt dürfte dies nicht wundern – Wien. Walter Größbauers sehr persönliches Stadtporträt Sommer in Wien macht das Urteil auf sympathische Weise nachvollziehbar: Im Lauf des Sommers 2015, als eine Hitzewelle über Europa hereinbrach, folgte er an den heißesten Tagen des Jahres Menschen und ihren Lebenswegen und zeigt so einen Mikrokosmos, von dem man sich bald schon wünscht, man möge ein Teil davon sein.[13]
- Bert Rebhandl schreibt im tip-Berlin: Genuss und Lebensfreude: Der Filmemacher Walter Größbauer zelebriert in seinem Dokumentarfilm den „Sommer in Wien“ … Ein gemütlicher Film mit sehr speziellem Charme.[14]

## Festivals
- 49. Hofer Filmtage, Hof (D), 2015
- Indie Fest Filmawards, La Jolla (USA), 2015
- 28 Filmfestival der neue Heimatfilm, Wien (A), 2015
- East Silver, Prag (CZ), 2015
- 14. Filmfestival, Radstadt (A), 2015
- Balinale, Bali International Film Festival (IND), 2016

## Auszeichnungen
- Award of Merit The Indie Fest 2015, La Jolla – USA